# Rakaca (település)
Rakaca község Borsod-Abaúj-Zemplén vármegyében, az Edelényi járásban.

## Fekvése
A vármegye északi részén helyezkedik el, Szendrőtől 24 kilométerre északkeletre, a megyeszékhely Miskolctól 67 kilométerre északra.
A környező települések: észak felől Viszló (4 km), északkelet felől Pamlény, kelet felől Szászfa (5 km), délkelet felől Gagybátor, dél felől Irota, nyugat felől Rakacaszend (6 km), északnyugat felől pedig Debréte. A legközelebbi város a határ magyar oldalán a 24 kilométerre lévő Szendrő (a határ túloldalán fekvő, szlovákiai Tornától valamivel kisebb, kb. 21 kilométeres távolság választja el).

### Megközelítése
Csak közúton érhető el, Rakacaszend vagy Szászfa érintésével a 2613-as, Viszló érintésével pedig a 2614-es úton.

## Története
A 15. században vár állt a településen, a lebontott vár helyén épült fel a görögkatolikus templom, majd ennek helyébe az új kőtemplom. Rakaca ma görögkatolikus búcsújáró hely.

## Közélete

### Polgármesterei
- 1990–1994: Dede Sándor (független)[3]
- 1994–1998: Juhász István (független)[4]
- 1998–2002: Juhász István (KDNP)[5]
- 2002–2006: Juhász István (független)[6]
- 2006–2010: Juhász István (független)[7]
- 2010–2014: Kiss Béla (független)[8]
- 2014–2019: Kiss Béla (független)[9]
- 2019–2024: Kiss Béla (független)[10]
- 2024– : Hodák Sándor (független)[1]

## Népesség
A település népességének változása:
| Lakosok száma | 792  | 785  | 819  | 787  | 804  | 798  | 805  |
|               | 2013 | 2014 | 2015 | 2021 | 2022 | 2023 | 2024 |

2001-ben a település lakosságának 60%-a cigánynak, míg a 40%-a magyarnak vallotta magát.
A 2011-es népszámlálás során a lakosok 100%-a magyarnak, 67,2%-a pedig cigánynak vallotta magát (a kettős identitások miatt a végösszeg nagyobb lehet 100%-nál). A vallási megoszlás a következő volt: római katolikus 20,4%, református 1,9%, görögkatolikus 63,6% (13,7% nem válaszolt).
2022-ben a lakosság 94,4%-a vallotta magát magyarnak, 70,1%-a cigánynak, 0,4%-a bolgárnak, 0,2%-a szlovénnak, 0,1%-a ukránnak, 0,1%-a szlováknak, 0,1%-a németnek (5,6% nem nyilatkozott; a kettős identitások miatt a végösszeg nagyobb lehet 100%-nál). Vallásuk szerint 5,8% volt római katolikus, 1% református, 77,9% görögkatolikus, 5,7% felekezeten kívüli (9,3% nem válaszolt).

## Látnivaló
- Görögkatolikus templom

## Képek

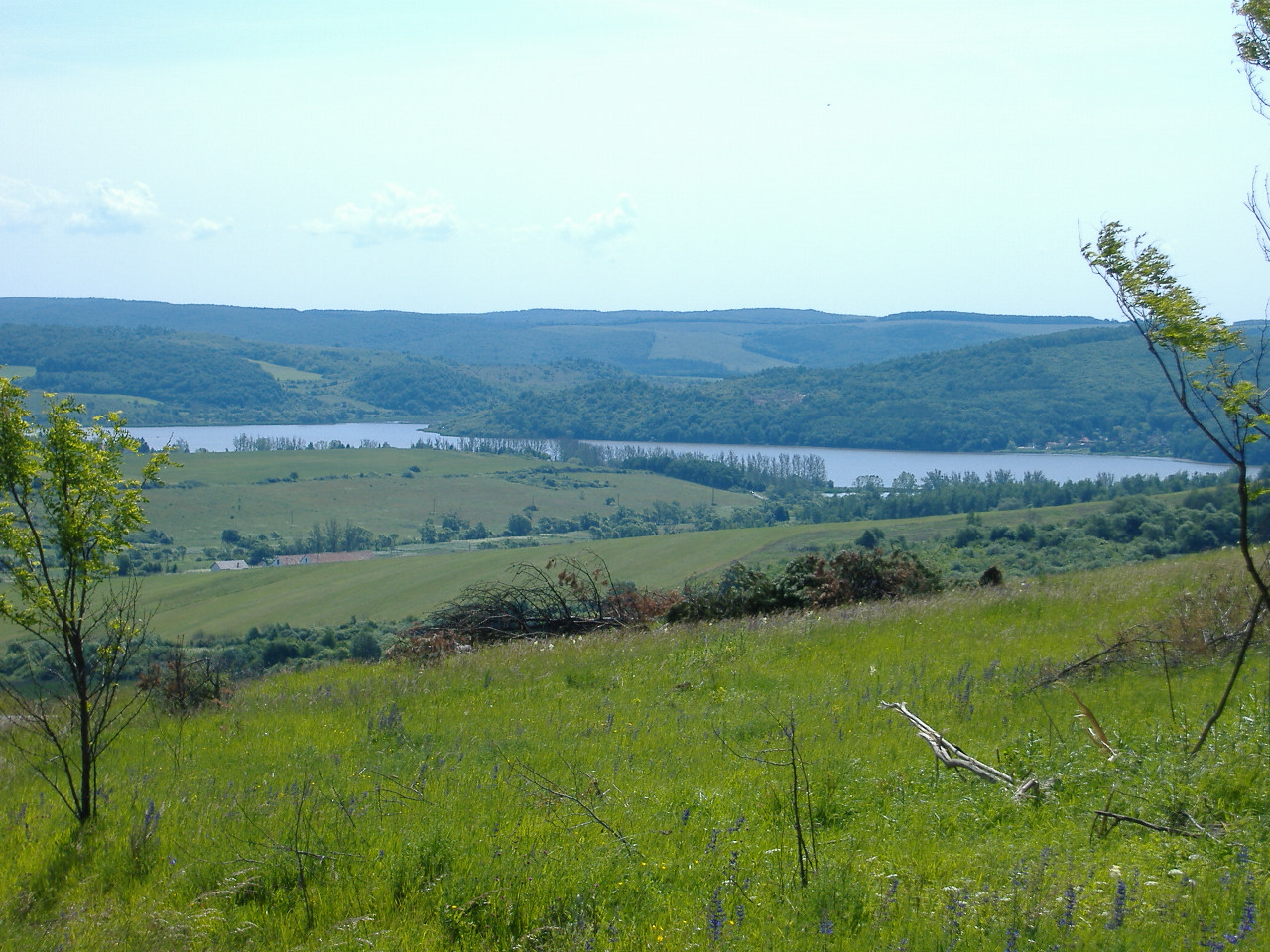
A rakacai víztározó